# Sălăţig
Sălăţig es una comuna ubicada en el distrito de Sălaj, Rumania.

## Superficie
Posee una superficie de 57,91 kilómetros cuadrados.

## Demografía
Hasta 2021 la población era de 2404 habitantes, con una densidad de población de 41,51 habitantes por kilómetro cuadrado.